# Rosa Luxemburg
Rosa Luxemburg (în poloneză Róża Luksemburg; n. 5 martie 1871, Zamosț, Polonia Congresului – d. 15 ianuarie 1919, Berlin, Republica de la Weimar) a fost o teoreticiană marxistă poloneză și germană, filosof socialist și militantă revoluționară a Partidului Social Democrat din Regatul Poloniei, una din fondatorii Partidului Comunist German, evreică de naționalitate. Liga Spartachistă a fost o mișcare revoluționară marxistă creată în 1914 de Rosa Luxemburg,  Karl Liebknecht, Clara Zetkin și alți membri ai Partidului Social-Democrat din Germania. În decembrie 1918, Liga Spartachistă s-a tranformat în Partidul Comunist German. Rosa Luxemburg a fost asasinată pe 15 ianuarie 1919 de   
așa numitul Spartakusaufstand, de către grupările de extremă dreapta (Freikorps), la Berlin, împreună cu Karl Liebknecht. 
Ideologia formulată de Rosa Luxemburg a creat diverse în diverse state și, în ultimă instanță, opiniile sale sunt diferite față de cele ale conducătorilor ideologici ai marxismului. 

## Rosa Luxemburg în cultura populară
- Filmul Rosa Luxemburg, regizat de Margarethe von Trotta.